# Медията е съобщението
„Медията е съобщението“ (на английски: "The medium is the message") е фраза, използвана от Маршал Маклуън.
Означава, че дадена медия включва в себе си съобщението, създавайки симбиотична връзка, посредством която медията оказва влияние върху възприятието на съобщението.
Фразата е използвана за първи път в най-известната книга на Маклуън – „Да разбереш медиите“, издадена през 1964 г. Маклуън счита, че самата медия, а не съдържанието, което тя носи, трябва да е във фокуса на изучаването. Казва, че медията оказва влияние на обществото, в което тя играе роля не само посредством съдържанието, доставено чрез медията, но и посредством характеристиките на самата медия.